# Vandtårnet i Skagen
Vandtårnet i Skagen er vandtårn i Skagen, der er tegnet af firmaet G.R. Øllgaard. Det 34 meter høje tårn er opført i 1934 og kunne rumme 150 m3 vand. I dag fungerer tårnet som udsigtstårn.